# Hennef
Hennef er by i delstaten Nordrhein-Westfalen i det vestlige Tyskland, på den anden siden af floden Rhinen 14 km øst for Bonn. Hennef er næsten vokset sammen med byerne Sankt Augustin og Siegburg, og ligger ved floden Sieg, øst for Siegburg.
Hele dette sammenvoksede byområde er i realiteten en forstad til Bonn med næsten 125.000 indbyggere. Hennef har 45.480 indbyggere.